# Zsákfalva
Zsákfalva település Romániában, Szilágy megyében.

## Fekvése
Zsibótól délre, az Egregy-patak mellett, a Meszesi kapu bejáratánál, Beréd és Somróújfalu közt, Porolissum közelében fekvő település.

## Története
Zsákfalva nevét 1499-ben említették először az oklevelek Sakfalva néven, a Kusalyi Jakcsok és a Dobaiak közt folyó per kapcsán.
1499-ben a Kusalyi Jakcsok birtoka, 1543-ban Hadad tartozéka volt.
1577-ben Kusalyi Jakcs Boldizsár elcserélte a falut egy hadadi birtokért és kastélyért Ippi Valkai Miklóssal és leányával Zsuzsannával.
1607-ben Wesselényi István is részbirtokos volt Zsákfalván, amit Dobai Jánosnak adott el.
1657-ben a Magyarzsombori család birtoka.
1697-ben Keresztúri Turdai Zsigmond gyermekei osztozkodtak rajta.
1797-ben végzett összeíráskor Zsákfalva főbb birtokosai voltak: báró Wesselényi Miklós, Tartsa László.
1847-ben 376 görögkatolikus lakosa volt, 1890-ben 674 lakosából 13 magyar, 652 román, 9 egyéb nyelvű. Ebből 7 római katolikus, 33 görögkatolikus, 618 görögkeleti, 2 református, 14 izraelita. A házak száma: 135.
A Pallas Nagy Lexikona 1891-ben írta a településről:
Zsák, kisközség Szilágy vármegye zsibói járásában, 674 oláh lakossal; itt Mithra-barlang van, melyet a nép Piatra látá-nak nevez.
A trianoni békeszerződés előtt Szilágy vármegye Zsibói járásához tartozott.
1910-ben 858 lakosából 10 magyar, 848 román volt. Ebből 102 görögkatolikus, 746 görögkeleti ortodox, 10 izraelita volt.

## Nevezetességek
- Görög keleti fatemploma.